# Ștefan D. Popescu
Ștefan D. Popescu (n. 30 martie 1863, Râmnicu Sărat — d. 5 septembrie 1911) a fost primul profesor de geografie al Universității din Iași. După absolvirea școlii primare, a urmat cursurile Liceului „Matei Basarab” din București, obținându-și bacalaureatul în 1884.

## Date biografice
Este primul profesor de geografie de la Universitatea din Iași, deși nu este geograf la bază. S-a născut într-un târg dintre acelea cu rezonanță mai mult locală, cu o viață culturală și de învățământ care au fost simulatoare în cazul lui Ștefan Popescu. După anii de început de școală, petrecuți în orașul natal, Ștefan Popescu urmează liceul la ”Matei Basarab” la București, absolvindu-l în 1884, când își trece și bacalaureatul. Se înscrie apoi la universitatea bucureșteană urmând, nu geografia  cum ne-am fi așteptat, ci matematica. După lucrarea licenței în matematici, în 1889, întreprinde numeroase călătorii de studii în Germania, Franța și Anglia. În Germania în mod special, zăbovește mai mult, urmând cursurile ținute de Fr. Ratzel. 
Sub îndrumarea acestuia, atunci în perioada studiilor și mai apoi, după întoarcerea în țară, prin corespondenșa derulată pe mai mulți ani, convins și fascinat de marea personalitate a profesorului german, Ștefan Popescu se va îndrepta definitiv spre geografie, fiind primul nostru geograf care pornește de la matematică ca să facă geografie.
Își ia doctoratul în filozofie la Universitatea din Leipzig. Din această perioadă datează și strânsele rapoturi cu publicațiile științifice germane ( Gottaescher Hofkalender) al cărui colaborator rămâne chiar după întoarcerea în țară.
A fost căsătorit, fiind cumnat cu Iulian Rick, un alt distins geograf ieșean.

## Activitatea profesională și științifică
La  reîntoarcerea în țară va fi numit profesor secundar de geografie întâi la Târgoviște apoi în urbea natală, Râmnicu Sărat. Epoca de început a activității de dascăl a lui Ștefan Popescu se caracterizează în istoria geografiei românești, prin lipsa de îndrumare superioară și prin autodidactism. Faptul că, în perioada la care ne referim, puțini dintre viitorii geografi porneau de la alte discipline, așa cum a făcut și Ștefan Popescu, este un fapt normal. De subliniat este însă interesul pe care aceștia, provenind din domenii atât de diferite, îl aveau pentru Geografie. Aceasta indica aplicația și atașamentul pentru studiul acesta nou pe atunci, către care nu te putea nimeni orienta, ci doar te puteai bizui pe propriile îndemnuri. Ștefan Popescu va trece de la Râmnicu Sărat la Iași tot ca profesor de geografie, la Școala Comercială și la Seminarul Pedagogic Universitar păstrând însă, și o catedră de matematică la Școala Normală „Vasile Lupu” din Iași.
În  această calitate, Ștefan Popescu se preocupă de probleme în legătură cu didactica geografiei, probleme noi și cu totul necesare pe atunci, când Geografia începea a-și face loc printre principalele obiecte de studiu din liceu și când îndrumările didactice lipseau aproape cu totul. Cu aceste preocupări va rămâne și mai târziu, după trecerea la Universitate, unde va face un curs special pentru studenții care voiau să îmbrațișeze cariera didactică, publicând mai multe articole de acest fel în revista pedagogică ”Cultura Română”, condusă de Ion Găvănescu.
La Universitatea din Iași Ștefan Popescu este numit în 1904 ca docent universitar, urmând sa predea un curs liber de Geografie. Cu ocazia inaugurării acestu curs cu totul nou pentru universitatea ieșeană, ține o prelegere în care caută să fixeze locul geografiei în cadrul științelor. O face cu competență, cu râvnă, dându-și mult interes, studenții încep a fi atrași și se îndreaptă cu curiozitate și dorința de a învăța această nouă știință.
La Iași Ștefan Popescu muncește cu pasiune într-un ogor nedesțelenit, în paralel cu strădaniile marelui deshizător de drumuri Simion Mehedinți, care cu extraordinara sa personalitate deschisese încă din 1901, interesul pentru știința geografică.
De la 3 februarie 1907, cursul de geografie devine obligatoriu pentru studenții Facultății de Științe, sarcina predării revenindu-i lui Ștefan Popescu care din 1908 fusese numit profesor suplinitor și apoi agregat la catedra de geografie a universității ieșene. El a predat lecții de Geografie matematică, Geografie fizică generală, Antropogeografie și Geografia continentelor.
Nu a efectuat nici personal, nici cu studenții cercetări de teren, poate și datorită organismului său șubred. Munca intensă i-a vlăguit puterile și numai după trei ani de activitate, moare, tocmai când începuse o nouă și rodnică activitate.
Ca profesor la un seminar pedagogic universitar își dedică o mare parte a preocupărilor sale stabilirii și fixării unei metodologii de abordare a geografiei în învățământ. Cea dintâi lucrare a lui este o critică a programelor analitice, urmată de o serie de articole în revista ”Cultura Română”, și în final într-o broșură caută să fixeze jaloanele unei noi didactici a geografiei. 
O altă latură a activității sale se leagă, cum e și firesc, de Geografia matematică, spre care l-a îndemnat pregătirea lui universitară și de tinerețe. Așa se explica apariția remarcabilei sale lucrări ”Numărul în Geografie”, în care caută sa fixeze un temei strict științific acestei discipline.
Nu s-a îndepărtat cu totul de studiul matematicii pe care a continuat să o predea în paralel cu Geografia și căreia i-a dedicat și o lucrare de metodologie.
Ștefan Popescu s-a ocupat și cu Geografia economică, lucrarea sa intitulată ”Localizarea Industriilor în România”, din care nu  a apărut decât primul volum, este cu totul deosebită.
Sunt prețioase pentru noi și lucrările de geografie regională cum este cea care tratează cursul Oltului.

## Alte aspecte din viața și din activitatea lui
Opera sa este foarte variată și cu atât mai importantă, cu cât a dăinuit și este actuală, tocmai din epoca când se plăsmuia a.b.c.-ul geografiei românești.
Nu s-a aplecat numai spre un anumit domeniu al disciplinei noi pe care a abordat-o ci a pătruns pe rând în fiecare, a cercetat, s-a documentat căutând să-I orienteze și pe alții.
Dacă în scurtul timp cât a lucrat la catedra de geografie a universității ieșene nu a putut să creeze o ”școală”, să formeze discipoli, el a desțelenit un drum, a pus o sămânță în ogorul unei noi discipline-noi pentru vremea de atunci-geografia. Cei care l-au urmat au dus făclia aprinsă de el, tot mai sus, tot mai departe.